# 奥田健次
奥田 健次（おくだ けんじ、1972年 - ）は、日本の行動分析学者、大阪キリスト教短期大学副学長。学校法人西軽井沢学園を創立し、理事長を務める。浅井企画所属。

## 略歴
1972年（昭和47年）、兵庫県西宮市出身。作曲家の父とピアニストの母のもとに4人兄妹の次男として生まれる。明星大学人文学部で心理学を学び、兵庫教育大学大学院学校教育研究科（障害児教育）を修了。
大学院修了後、障がい者入所施設やクリニックで心理士として勤務し、行動分析学を応用した支援を実践。法政大学大学院や早稲田大学で非常勤講師を務めた後、桜花学園大学准教授を経て、2012年に大学を早期退職。
2018年、日本初となる行動分析学を用いたインクルーシブ教育を実践するサムエル幼稚園を開園。2024年には、廃校となった佐久市立青沼小学校跡地にさやか星小学校を開校し、行動分析学とデジタル技術を組み合わせた教育を行っている。

## 受賞歴
- 1999年 日本行動療法学会賞（内山記念賞）[8]
- 2003年 日本教育実践学会研究奨励賞
- 2008年 第4回 日本行動分析学会学会賞（論文賞）「不登校を示した高機能広汎性発達障害児への登校支援のための行動コンサルテーションの効果－トークン・エコノミー法と強化基準変更法を使った登校支援プログラム－」（『行動分析学研究』第20巻第1号掲載）[9]

## 著書
- 『子育てプリンシプル』（一ツ橋書店）
- 『拝啓、アスペルガー先生』（飛鳥新社）
- 『自閉症児のための明るい療育相談室ー親と教師のための楽しいABA講座』（学苑社）
- 『障がいのある子との遊びサポートブック―達人の技から学ぶ楽しいコミュニケーション』（学苑社）
- 『叱りゼロで「自分からやる子」に育てる本』（大和書房）
- 『世界に1つだけの子育ての教科書』（ダイヤモンド社）
- 『子育てのほんとうの原理原則「もうムリ、助けて、お手上げ」をプリンシプルで解決』（TAC出版）※『子育てプリンシプル』の改題、加筆修正、再編集
- 『拝啓、アスペルガー先生 増補文庫版』（飛鳥新社）
- 『教師と学校が変わる学校コンサルテーション』（金子書房）

新書
- 『メリットの法則－行動分析学・実践編』（集英社新書）

漫画
- 『マンガ 奥田健次の出張カウンセリング 自閉症の家族支援物語』（スペクトラム出版社）
- 『マンガ版 拝啓、アスペルガー先生』（飛鳥新社）

翻訳
- 『いじめ防止の3R 〜すべての子どもへのいじめの予防と対処〜』（学苑社）原題：Recognize,Respond,Report　著者：Lori Ernsperger
- 『いじめられっ子の流儀 〜知恵を使ったいじめっ子への対処法〜』（学苑社）原題：How to Handle Bullies,Teasers and Other Meanies　著者：Kate Cohen-Posey
- 『自閉症スペクトラムへのABA入門 〜親と教師のためのガイド〜』（東京書籍）原題：Raising a Child with Autism　著者：Shira Richman

## 論文
- 自閉症児のピアノ指導と余暇活動レパートリーの拡大（1999年）
- 自閉症児における対人関係の改善と遊びの変化 : フリー・オペラント技法を適用した事例の検討（1999年）
- 発達障害児における文章理解の指導-情緒状態の「原因」を推論する行動の獲得-（1999年）
- 強度行動障害をもつ重度知的障害を伴う自閉症成人におけるトイレット・トレーニング（2001年）
- わが国における強度行動障害処遇の現状と課題（2001年）
- 子どもへの虐待に対する積極的対応のために--応用行動分析学による支援の可能性（2001年）
- 強度行動障害処遇スタッフにおける利用者への評価と態度の変容−芸術作品を取り入れた環境調整法−（2003年）
- 自閉症幼児における短期集中訓練とペアレント・トレーニングの効果（2004年）
- 不登校を示した高機能広汎性発達障害児への登校支援のための行動コンサルテーションの効果−トークン・エコノミー法と強化基準変更法を使った登校支援プログラム−（2005年）
- 大学における障害のある学生への支援システムに関する実験研究−ノートテイクへの報酬の影響−（2006年）
- 強度行動障害を示す人のための応用行動分析学による支援 : 福祉施設と大学との協働の可能性（2010年）
- 嘔吐不安を訴えるひきこもり男性の食事行動への介入 : エクスポージャーにおける行動アセスメントと介入の評価（2013年）
- 給食場面中に不適切行動を示したダウン症児童への指導 ―摂食行動に対するエラーレス指導―（2019年）
- うつ病と診断されたひきこもり青年の母親に対する行動コンサルテーションの効果（2021年）
- 特別支援学校における発話の困難な知的障害児の言語表出を促進するICTの活用と継続（2021年）
- 頻繁にトイレに行くことを繰り返した強迫性障害と診断されたASD児に対する反応妨害の効果（2022年）

## メディア出演
テレビ
- ABC朝日放送「ビーバップ!ハイヒール」（2010年09月09日）[10]
- 日本テレビ「NNNドキュメント 孤高の出張カウンセラー 自閉症の子どもを救え」（2013年2月17日）[11]
- NHK総合「あさイチ」（2013年4月3日）
- 日本テレビ「スッキリ」（2013年6月5日）
- ドラマ「リエゾン -こどものこころ診療所-」取材協力[12]（2023年）
- TBS「Nスタ なぜ人は傘を置き忘れるのか…その背景に“メリットの法則”? 行動分析学の専門家に理由を聞いてみた【Nスタ解説】」（2023年6月14日）[13]
- BSフジ・サンデードキュメンタリー「密着3000日 自閉症児に輝ける人生を 闘う！出張カウンセラー小学校設立」（2024年8月11日）[14]

記事
- 日本経済新聞「心の障害児と共生 奥田健次さんに聞く 子の行動、直して褒めて 自立へ明確な将来像」（2014年12月13日）[15]
- ダイヤモンド・オンライン「第1回 嫌われたってイイじゃないか 子育ての失敗は100％取り戻せる！」（2014年12月19日）[16]
- ダイヤモンド・オンライン「第2回 絶対あきらめないで！「暴力・暴言・物壊し」は必ずゼロにできる」（2014年12月22日）
- ダイヤモンド・オンライン「第3回 「グズグズ&いじける」悩みは一瞬で消える」（2014年12月24日）
- ダイヤモンド・オンライン「第4回 トイレ問題と偏食を一発で直す方法」（2014年12月26日）
- ダイヤモンド・オンライン「第5回 「ほめる&叱るのルール化」をやめると、自分からやる子に変わる」（2014年12月29日）
- ダイヤモンド・オンライン「第6回 「イネイブリング」の発想法で過保護・過干渉にならない親になる」（2015年1月5日）
- ダイヤモンド・オンライン「第7回 ダイアモンド☆ユカイのハートを揺さぶる“ロックな子育て”ダイアモンド☆ユカイ×奥田健次対談【前篇】」（2015年2月23日）
- ダイヤモンド・オンライン「第8回 ダイアモンド☆ユカイのハートを揺さぶる“ロックな子育て”ダイアモンド☆ユカイ×奥田健次対談【後篇】」（2015年2月24日）
- ダイヤモンド・オンライン「第9回 摂食障害、不安障害を経て2児を育てる小島慶子と世界中から依頼殺到中のセラピスト奥田健次の初対談―母親から「解縛」する子育ての技術―【前篇】」（2015年3月3日）
- ダイヤモンド・オンライン「第10回 摂食障害、不安障害を経て2児を育てる小島慶子と世界中から依頼殺到中のセラピスト奥田健次の初対談！―母親から「解縛」する子育ての技術―【後篇】」（2015年3月4日）
- ダイヤモンド・オンライン「第11回 親子関係こそ、“断捨離”しなさい。累計300万部超！【断捨離】やましたひでこと“子育てブラック・ジャック”奥田健次の初対談【前篇】」（2015年3月11日）
- ダイヤモンド・オンライン「第12回 “断捨離・子育て術”の極意とは？累計300万部！【断捨離】のやましたひでこと“子育てブラック・ジャック”の奥田健次の初対談【後篇】」（2015年3月12日）
- 朝日新聞「「直せない行動の問題は、ない」 闘う心理学者・奥田健次さんの怒り」（2024年8月10日）[17]
- 朝日新聞「奴隷化する大人たちへ 「叱りゼロ」で子を伸ばす、行動変容の心理学」（2024年8月10日）[18]
- 教育新聞「【行動分析学に基づく学び舎】 親子で育つ幼稚園の設立」（2024年8月19日）[19]
- 教育新聞「【行動分析学に基づく学び舎】 いじめ防止の3Rプログラム」（2024年8月21日）[20]
- 教育新聞「【行動分析学に基づく学び舎】 教育の当たり前を変える」（2024年8月26日）[21]
- 日経xwoman「「ならぬものはならぬ」を教えるのが親の役割 応用行動分析学者」（2024年10月23日）[22]
- 朝日新聞「（フロントランナー）奥田健次さん「できることを増やそうと思って接して」」（2024年8月24日）[23]
- 日経xwoman「「子どもはいじめを行うもの」という前提で見守る必要がある」（2024年12月25日）[24]
- 讀賣新聞「県教委　ポジティブ登校支援」（2025年3月7日）[25]